# Joan Baez
Joan Baez (Staten Island, New York, 9. siječnja 1941.), američka folk pjevačica.
U početku je pjevala angloameričke pučke popijevke i balade i pratila se na gitari. Poslije 1963. izvodila je politički angažirane pjesme, a osamdesetih djeluje kao pacifist.

## Vanjske poveznice
Ostali projekti
|  | Zajednički poslužitelj ima još gradiva o temi Joan Baez |

Mrežna mjesta
- Baez, Joan Hrvatska enciklopedija
- [neaktivna poveznica], Glas Istre 21. listopada 2014. (HAW)